# Adelaide Cabete
Adelaide de Jesus Damas Brazão Cabete (Elvas, 25 januari 1867 – Lissabon, 14 september 1935) was een Portugees arts, feministe en republikein. In 1909 richtte ze met Ana de Castro Osorio de Republikeinse Liga van Portugese Vrouwen op. Ze was de oprichtster van de Portugese vrouwenorganisatie, de Nationale Raad van Portugese Vrouwen en was diens voorzitter van 1914 tot 1935.

## Vroege leven
Adelaide Cabete werd geboren op 25 januari 1867 in Alcáçova bij Elvas in de regio Alentejo in Portugal, als dochter van landarbeiders. Haar vader stierf toen ze jong was en ze kon niet naar de basisschool omdat ze haar moeder moest helpen in het huishouden. Ondanks de moeilijkheden leerde ze echter zelf lezen en schrijven. Op 18-jarige leeftijd trouwde ze met Manuel Ramos Fernandes Cabete, die haar aanmoedigde om te studeren. Op tweeëntwintigjarige leeftijd deed Cabete het examen voor het basisonderwijs en in 1894 behaalde ze haar middelbareschooldiploma. In 1895 verhuisde het echtpaar naar Lissabon. Het jaar daarop schreef Adelaide Cabete zich in aan de Medisch-Chirurgische School van Lissabon (Portugees: Escola Médico-Cirúrgica de Lisboa), de huidige faculteit Geneeskunde, Ze sloot daar haar opleiding als arts in 1900 af met de these Bescherming van arme zwangere vrouwen (Portugees: A Protecção às Mulheres Grávidas Pobres), waarin ze de invoering van zwangerschapsverlof voorstelde. Ze was pas de derde vrouw in Portugal die het artsexamen haalde. Ze begon haar eigen gynaecologiepraktijk in Lissabon. Ze werd een prominente stem in de ondersteuning van de ontwikkeling van kraamklinieken in Portugal, en slaagde daar uiteindelijk in in 1932 toen de eerste kraamkliniek van Portugal (Maternidade Alfredo da Costa) in Lissabon werd geopend.

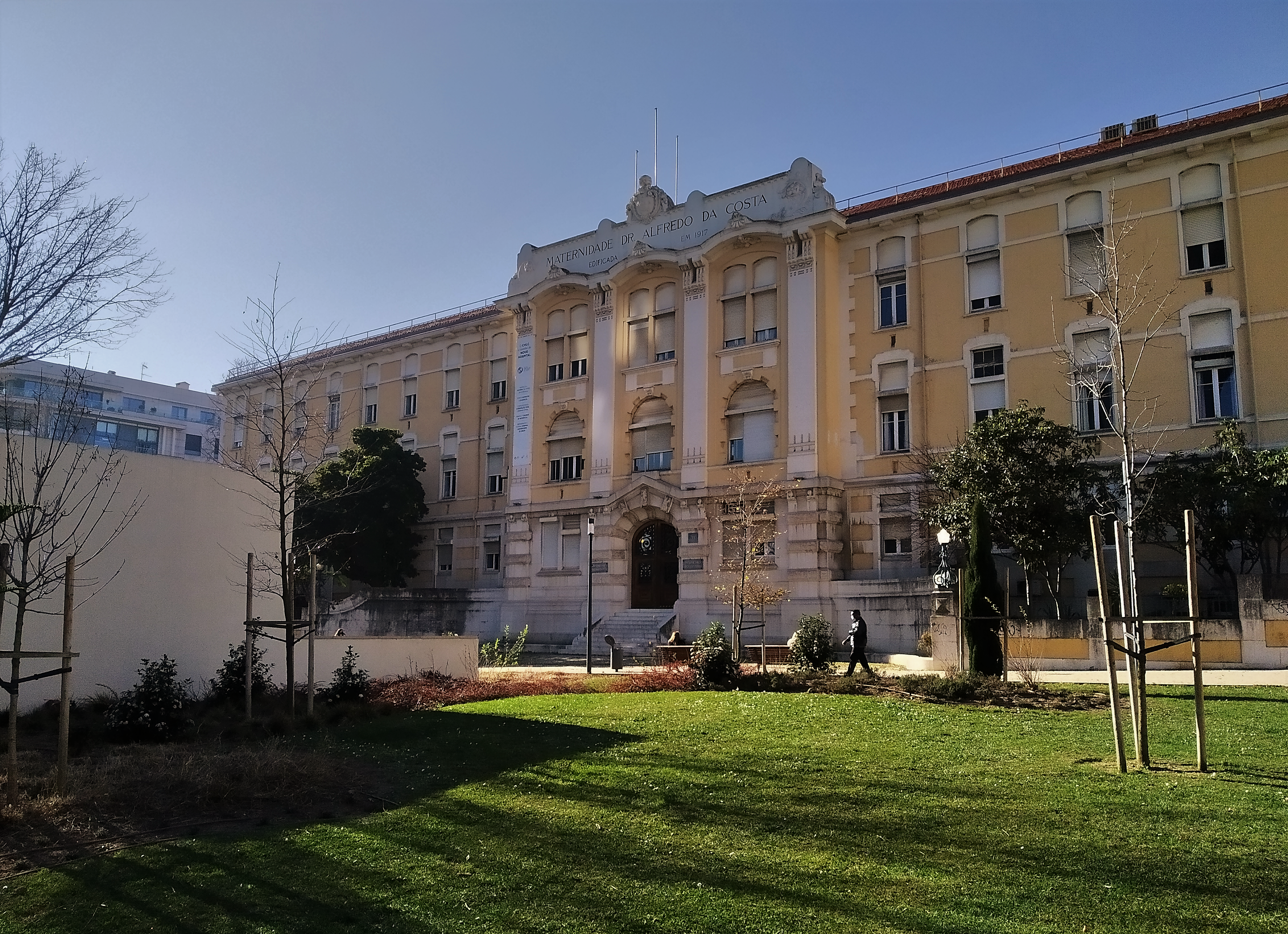
Kraamkliniek Alfredo da Costa

## Levensloop
In 1907 werd Cabete vrijmetselaar en trad zij toe tot de Grootloge van Portugal. In 1909 werd ze, samen met Ana de Castro Osório, Carolina Beatriz Ângelo en andere feministen die de republikeinse zaak steunden, een van de oprichters van de Republikeinse Liga van Portugese Vrouwen. Deze liga streefde naar het einde van de Portugese monarchie en pleitte daarnaast ook voor vrouwenemancipatie en vrouwenkiesrecht. Als militante republikeinse nam ze, net als haar echtgenoot, actief deel aan de wervende activiteit die voorafging aan de revolutie op 5 oktober 1910. Bij deze staatsgreep werd de monarchie vervangen door een republiek.

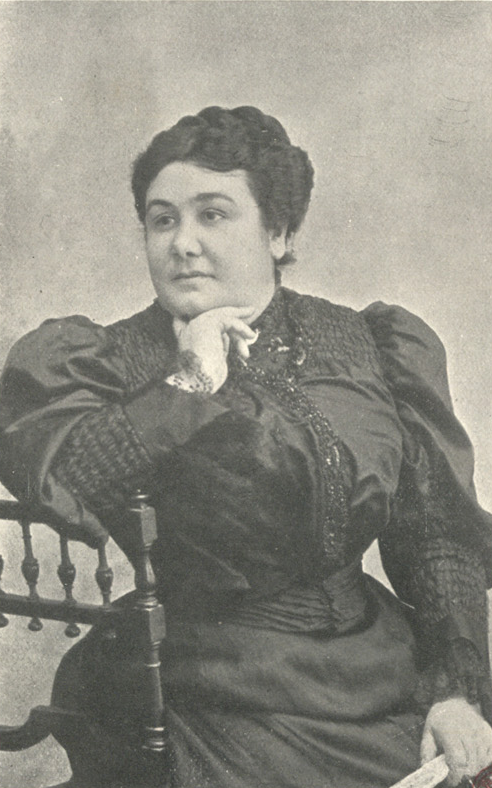
Adelaide Cabete in 1908

Na de regimewisseling werkte ze aan het opzetten van verschillende vrouwenorganisaties, met name de Nationale Raad van Portugese Vrouwen (Portugees: Conselho Nacional das Mulheres Portuguesas), waarvan ze president zou zijn van 1914 tot haar dood in 1935. Ze hielp bij de organisatie van de eerste twee feministische congressen die in 1924 en 1928 in Portugal werden gehouden. Ze schreef veel artikelen, voornamelijk van medische aard, maar ook over haar sociale opvattingen. Twee voorbeelden van artikelen zijn "De rol die de studie van kinderopvang, vrouwelijke hygiëne, enz. moet spelen in het huishoudelijk onderwijs" (Portugees: Papel que o Estudo da Puericultura, da Higiene Feminina, etc. deve desempenhar no Ensino Doméstico) uit 1913, en "De bescherming van zwangere vrouwen" (Portugees: Protecção à Mulher Grávida) uit 1924. Ze schreef ook feministische artikelen in het blad Alma feminina en elders. Ze pleitte voor seksuele voorlichting aan kinderen op scholen en sprak zich uit tegen het stierenvechten en tegen het gebruik van oorlogsspeelgoed. Op het eerste feministische congres in 1924 presenteerde ze een paper over "De situatie van gehuwde vrouwen met betrekking tot het eigendom van het paar". Voor die tijd waren haar ideeën erg vooruitstrevend.
In 1929 ging Cabete, gedesillusioneerd door de toenmalige autoritaire regering van de Estado Novo, vergezeld van haar neef, naar Portugees Angola, waar ze zich inzette om de rechten van de inheemse bevolking te verdedigen en om medische behandeling te bieden. In 1934 raakte ze gewond bij een vuurwapenongeval en besloot ze terug te keren naar Lissabon. Ze stierf in Lissabon op 14 september 1935.